# 697 Galilea
697 Galilea eller 1910 JO är en asteroid i huvudbältet, som upptäcktes 14 februari 1910 av den tyske astronomen Joseph Helffrich i Heidelberg. Den har fått sitt namn efter den italienska vetenskapsmannen Galileo Galilei.
Asteroiden har en diameter på ungefär 80 kilometer.